# Ґутково (Мазовецьке воєводство)
Ґутково (пол. Gutkowo) — село в Польщі, у гміні Семьонтково Журомінського повіту Мазовецького воєводства.
Населення — 56 осіб (2011).
У 1975-1998 роках село належало до Цехановського воєводства.

## Демографія
Демографічна структура станом на 31 березня 2011 року:
|          | Загалом | Допрацездатний вік | Працездатний вік | Постпрацездатний вік |
| -------- | ------- | ------------------ | ---------------- | -------------------- |
| Чоловіки | 28      | 4                  | 18               | 6                    |
| Жінки    | 28      | 5                  | 17               | 6                    |
| Разом    | 56      | 9                  | 35               | 12                   |